# 4th FAI Women’s European Hot Air Balloon Championship

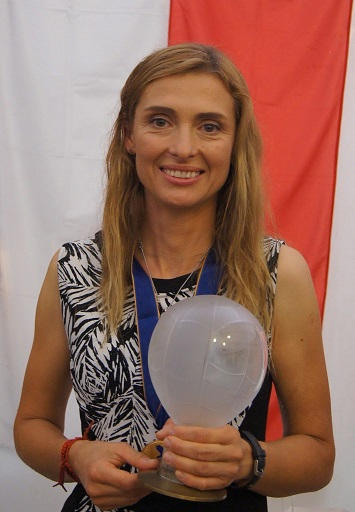
Europameisterin Beata Choma

Die 4th FAI Women’s European Hot Air Balloon Championship (deutsch Vierte FAI Heißluftballon-Europameisterschaft der Frauen) fand 2017 im polnischen Leszno statt.
Europameisterin wurde Beata Choma aus Poznań, Polen. Die Silber- und die Bronzemedaillen errangen Agnė Simonavičiūtė aus Litauen und Elisabeth Kindermann aus Graz, Österreich.

## Verlauf

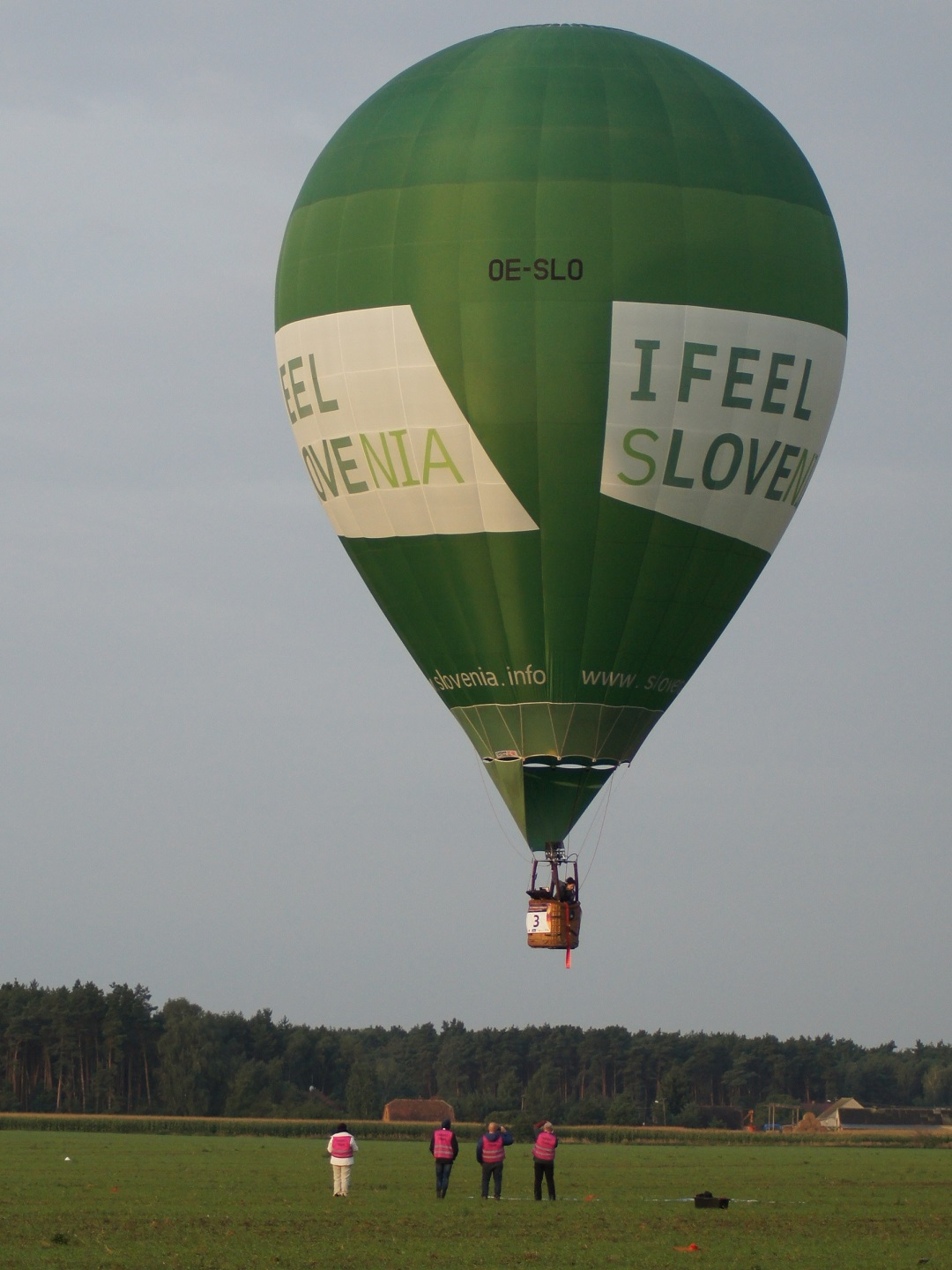
Elisabeth Kindermann steuert 1000 Punkte an; am Boden das Target-Team der 12. Aufgabe

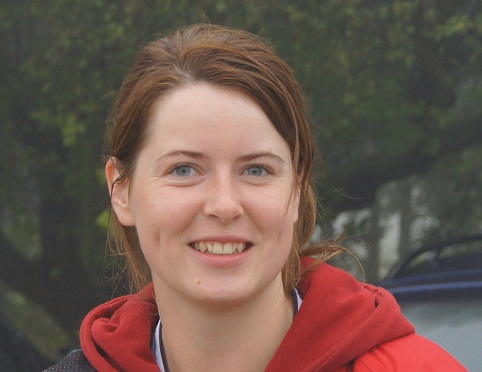
Vizeeuropameisterin Agnė Simonavičiūtė (Foto: 2014)

Nach Alytus in Litauen (2010), Frankenthal (Pfalz) 2012 und Drenthe in den Niederlanden (2015) war es die vierte Ballonsportveranstaltung nach Richtlinien der FAI bei der Frauen um den Titel der besten Heißluftballonpilotin Europas kämpften. Der Wettbewerb wurde vom 4. bis 9. September 2017 ausgetragen. Es nahmen 28 Ballonfahrerinnen aus zwölf Ländern Europas teil. Mit der Startnummer „1“ ging die Europameisterin des Jahres 2015 Ewa Prawicka-Linke aus Leszno ins Rennen. Einer der möglichen Startorte war der Flugplatz Leszno-Strzyżewice (EPLS) in Strzyżewice bei Leszno. Die Wettbewerbsleitung lag bei Moniek Vande Velde, Belgien und Mathijs De Bruijn, Niederlande. Der 4. September war für das allgemeine Briefing und die Eröffnungsveranstaltung auf dem Marktplatz in Leszno reserviert.
Aus Witterungsgründen konnten an fünf Wettbewerbstagen fünf von neun geplanten Fahrten durchgeführt werden. Wegen zunehmenden Windes wurden die ersten beiden Fahrten am 5. September abgesagt.
Bei der Fahrt am frühen Morgen des 6. September wurden sechs Aufgaben gestellt. Der Startplatz wurde von den Pilotinnen frei gewählt. Neben dem Ansteuern ausliegender Zielkreuze war über der Stadt Leszno ein „Donut“ als dreidimensionale Figur zu fahren, als letzte Aufgabe wurde ein selbst deklariertes Ziel in Höhe und Distanz angefahren. Nach dieser Fahrt lag Simonavičiūtė mit 5040 Punkten vor Kindermann (4426) und Daria Dudkiewicz-Golawska aus Leszno (4338) in Führung. Parallel fuhren fünf weitere Ballons eine „Fiesta“ über der Stadt.
Für den Abend des 6. September war ein Start in Dolsk geplant. Da sich eine Unwetterfront näherte, wurde dieser Start abgesagt und ausgehend vom Flugplatz Leszno eine kurze „Fuchsjagd“ angesetzt. Dabei legt der vorausfliegende „Fuchs“ ein Zielkreuz aus, das die verfolgenden Ballons zu treffen haben. Beste wurde Lindsay Muir (Vereinigtes Königreich, 1000 Punkte), zehn Punkte vor Dolores Deimling aus Frankenthal und 13 Punkte vor ihrer Tochter Chloe Hallet. Dudkiewicz-Golawska (4957) konnte sich an Kindermann (4837) vorbeischieben, Choma lag auf dem vierten (4699) und Deimling auf dem fünften Platz (4484) der Gesamtwertung, die Simonavičiūtė mit 5290 Punkten anführte.
Auch die Morgenfahrt des 7. September wurde wegen hoher Windgeschwindigkeiten abgesagt. Viele Teilnehmerinnen nahmen das Angebot zu einer Besichtigung des Leszczynski-Schlosses in Rydzyna an. Die Abendfahrt des Tages bot eine Langsamfahrt und ein „Rennen“, bei der eine vorhergesagte Geschwindigkeit eingehalten werden sollte. Ihre Aufgaben machten Julia Selezneva (1000) vor Astrid Carl (815) und Daiva Rakauskaitė (Litauen) und Ieva Skele (Lettland, beide 1000 Punkte) am besten. Danach lag Simonavičiūtė vor Choma, Muir, Dudkiewicz-Golawska und Kindermann.
Am Morgen des 8. September wurden sechs Aufgaben gefahren. Neben der Langsamfahrt und der dreidimensionalen Aufgabe, die Muir gewann, wurde an diesem Tag um Zentimeter gekämpft. Choma lag bei der zehnten Aufgabe 78 Zentimeter besser als Simonavičiūtė. Kindermann, Katharina Kraeck (Nürnberg) und Carl verfehlten das Zielkreuz der zwölften Aufgabe um 106, 127 und 195 Zentimeter. Auch bei der elften Aufgabe konnte Kraeck sehr gut punkten (982). Danach lag Simonavičiūtė vor Choma und Kindermann. Wegen einer harten Bodenberührung wurden Diana Nasonova aus Russland 200 Punkte abgezogen.
Bei der fünften Wettbewerbsfahrt wurden am Abend drei Aufgaben gefahren. Der Startplatz wurde von den Pilotinnen frei gewählt. Choma punktete bei der 16. Aufgabe mit 1000 Punkten deutlich besser als Simonavičiūtė (599) und Kindermann (731). Die 17. Aufgabe gewann Simonavičiūtė mit acht Punkten vor Choma. Die 18. und letzte Aufgabe sah drei Litauerinnen vorne. Die Juniorin Migle Vaituleviciute lag vor Rakauskaitė, Simonavičiūtė, Kindermann, Nasonova und Choma. Mit ihrem Patzer bei der 16. Aufgabe hatte Simonavičiūtė die Führung an Choma abgegeben.
Die nächste Fahrt am 9. September wurde wegen starker Winde am Boden und in niedrigen Höhen um 5 Uhr morgens abgesagt, damit war Beata Choma Europameisterin.

## Resultate
| Rang | Pilotin                   | Nation                 | Punkte | Aufgabensiege |
| ---- | ------------------------- | ---------------------- | ------ | ------------- |
| 1    | Beata Choma               | Polen                  | 14127  | 2             |
| 2    | Agnė Simonavičiūtė        | Litauen                | 14026  | 2             |
| 3    | Elisabeth Kindermann      | Österreich             | 12177  | 1             |
| 4    | Lindsay Muir              | Vereinigtes Königreich | 119421 | 2             |
| 5    | Daiva Rakauskaitė         | Litauen                | 11617  | 2             |
| 6    | Migle Vaituleviciute      | Litauen                | 11169  | 2             |
| 7    | Kristine Vevere           | Lettland               | 10895  | 0             |
| 8    | Sylvia Meinl              | Deutschland            | 10649  | 0             |
| 9    | Daria Dudkiewicz-Golawska | Polen                  | 10515  | 0             |
| 10   | Sanne Haarhuis            | Niederlande            | 10449  | 0             |
| 11   | Ewa Prawicka-Linke        | Polen                  | 10428  | 2             |
| 12   | Renata Narbute            | Litauen                | 10330  | 1             |
| 13   | Diana Nasonova            | Russland               | 9599   | 1             |
| 14   | Ekaterina Larikova        | Russland               | 9364   | 0             |
| 15   | Katharina Kraeck          | Deutschland            | 9164   | 0             |
| 16   | Julia Selezneva           | Russland               | 8952   | 1             |
| 17   | Rita Becz                 | Ungarn                 | 8930   | 0             |
| 18   | Dolores Deimling          | Deutschland            | 8277   | 0             |
| 19   | Marija Petric-Miklousic   | Kroatien               | 8118   | 0             |

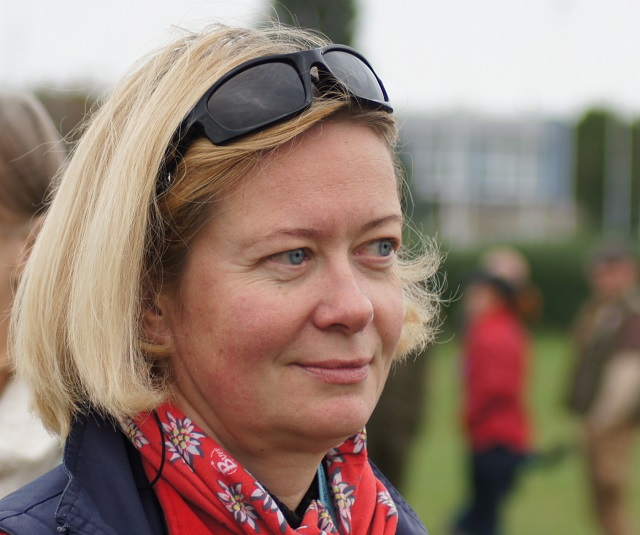
Daiva Rakauskaitė (5. Platz, Vizeeuropameisterin 2012 & 2015)
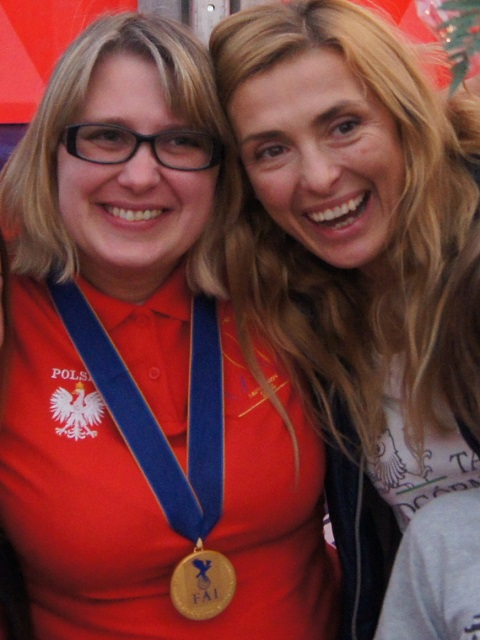
Die Europameisterinnen Ewa Prawicka und Beata Choma (2015 & 2017)
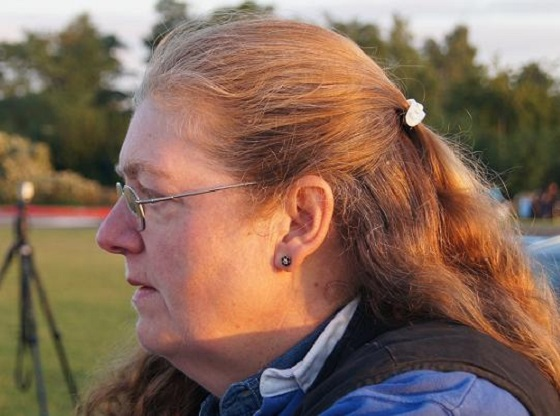
Lindsay Muir (4. Platz, Europameisterin 2012)

| 20   | Kristyna Kubatova         | Tschechien             | 7704   | 0             |
| 21   | Astrid Carl               | Deutschland            | 7451   | 0             |
| 22   | Chloe Hallet              | Vereinigtes Königreich | 7448   | 0             |
| 23   | Ieva Suopyte              | Litauen                | 7365   | 0             |
| 24   | Joanna Biedermann         | Polen                  | 7320   | 1             |
| 25   | Maria Oparina             | Russland               | 7226   | 0             |
| 26   | Ieva Skele                | Lettland               | 6636   | 2             |
| 27   | Constanca Llado-Gambin    | Spanien                | 5655   | 1             |
| 28   | Melanie De Groot          | Niederlande            | 3843   | 0             |

- Daiva Rakauskaitė (5. Platz, Vizeeuropameisterin 2012 & 2015)
- Die Europameisterinnen Ewa Prawicka und Beata Choma (2015 & 2017)
- Lindsay Muir (4. Platz, Europameisterin 2012)

Mannschaftswertung
| Rang | Nation                 | Punkte |
| ---- | ---------------------- | ------ |
| 1    | Litauen                | 606    |
| 2    | Polen                  | 589    |
| 3    | Vereinigtes Königreich | 539    |
| 4    | Deutschland            | 494    |
| 5    | Russland               | 488    |
| 6    | Lettland               | 487    |
| 7    | Niederlande            | 397    |